# باشگاه فوتبال ساترن-۲ رایون مسکو
باشگاه فوتبال ساترن-۲ رایون مسکو (روسی: ФК "Сатурн Московская область") یک باشگاه فوتبال در شهر رامنسکویه در کشور روسیه است. این باشگاه در لیگ دسته دوم فوتبال روسیه بازی می‌کند. این باشگاه در سال ۱۹۹۱ تأسیس شد و در سال ۲۰۱۱ منحل شد. Saturn Stadium، رامنسکویه محل برگزاری بازی‌های خانگی این باشگاه بود.